# Spoorlijn Vollerup - Nordborg
De spoorlijn Vollerup - Nordborg was een lokaalspoorlijn tussen Vollerup en Nordborg van het eiland Als in Denemarken.

## Geschiedenis
De lijn is aangelegd als meterspoor in de tijd dat Als tot Pruisen behoorde door de Kreis Sonderburg, samen met de lijn Sønderborg - Skovby. In 1920 werd Als na een referendum weer Deens waarna de spoorlijnen werden overgedragen aan de Danske Statsbaner. In 1933 is de lijn gesloten.

## Huidige toestand
Thans is de volledige lijn opgebroken.